# Kościół Ewangelicko-Metodystyczny w Przemyślu
Kościół Ewangelicko-Metodystyczny – ewangelicko-metodystyczny kościół parafialny należący do okręgu wschodniego. 
Jest to ceglana budowla wzniesiona około 1910 roku. Została wpisana do rejestru zabytków pod numerem A – 63 w dniu 16 października 2002 roku.